# Monétay-sur-Loire
Monétay-sur-Loire är en kommun i departementet Allier i regionen Auvergne-Rhône-Alpes i de centrala delarna av Frankrike. Kommunen ligger  i kantonen Dompierre-sur-Besbre som ligger i arrondissementet Moulins. År 2022 hade Monétay-sur-Loire 249 invånare.

## Befolkningsutveckling
Antalet invånare i kommunen Monétay-sur-Loire
Referens: INSEE